# Joslyn Hoyte-Smith
Joslyn Hoyte-Smith (* 16. Dezember 1954 auf Barbados) ist eine ehemalige britische Leichtathletin, die sich auf den 400-Meter-Lauf spezialisiert hatte.
Hoyte-Smith wurde jeweils dreimal Britische Meisterin und Meisterin der Amateur Athletic Association. Bei den Leichtathletik-Europameisterschaften 1978 in Prag belegte sie mit der britischen 4-mal-400-Meter-Staffel den vierten Rang. Im 400-Meter-Lauf erreichte sie die Halbfinalrunde. Kurz darauf siegte sie mit der englischen Staffel bei den Commonwealth Games in Edmonton.
Bei den Olympischen Spielen 1980 in Moskau gewann sie in der 4-mal-400-Meter-Staffel gemeinsam mit Linsey Macdonald, Michelle Scutt und Donna Hartley die Bronzemedaille hinter den Mannschaften aus der Sowjetunion und der DDR. Zwei Jahre später belegte sie mit der Staffel den fünften Platz bei den Leichtathletik-Europameisterschaften 1982 in Athen und wurde bei den Commonwealth Games in Brisbane Dritte im 400-Meter-Lauf. Bei den Olympischen Spielen 1984 erreichte sie mit der Staffel den vierten Platz.
Joslyn Hoyte-Smith ist 1,63 m groß, wog zu ihrer aktiven Zeit 52 kg und startete für den Dorothy Hyman Track Club.